# Triaeris nagpurensis
Triaeris nagpurensis is een spinnensoort in de taxonomische indeling van de Dwergcelspinnen (Oonopidae).
Het dier behoort tot het geslacht Triaeris. De wetenschappelijke naam van de soort werd voor het eerst geldig gepubliceerd in 1974 door B. K. Tikader & M. S. Malhotra.